# Реомюрия
Реомю́рия (лат. Reaumúria) — род цветковых растений в составе семейства Тамарисковые (Tamaricaceae).

## История описания
Род был впервые действительно описан в 10-м издании «Системы природы» Карла Линнея, вышедшем 7 июня 1759 года. Назван в честь французского естествоиспытателя Рене Антуана Реомюра (1683—1757).

## Описание
Кустарники и полукустарники до 80 см в высоту с мясистыми плоскими почти сидячими листьями.
Цветки одиночные на концах боковых веточек, обоеполые, пятичленные, обычно с несколькими прицветниками. Лепестки венчика свободные, кожистые или мясистые, вскоре опадающие. Тычинки в числе 5—12 или более, расположенные супротив лепестков, сросшиеся основаниями в пять групп. Завязь шаровидная или широкоэллиптическая.
Плод — хрящеватая коробочка, раскрывающаяся 3—5 створками, с длинно-буро-волосистыми семенами.

## Ареал
Представители рода распространены в Средней Азии, Северной Африке, Южной Европе, в Китае, иногда заходят на высоту до 1700 м над уровнем моря.

## Систематика

### Синонимы
- Eichwaldia Ledeb., 1833
- Hololachna Ehrenb., 1827

### Виды
- Reaumuria alternifolia (Labill.) Britten, 1916
- Reaumuria floyeri S.Moore, 1877
- Reaumuria hirtella Jaub. & Spach, 1848 — Реомюрия волосистенькая
- Reaumuria kaschgarica Rupr., 1869 — Реомюрия кашгарская
- Reaumuria minfengensis D.F.Cui & M.J.Zhong, 1999
- Reaumuria oxiana (Ledeb.) Boiss., 1867 — Реомюрия амударьинская
- Reaumuria palaestina Boiss., 1849
- Reaumuria persica (Boiss.) Boiss., 1867
- Reaumuria soongarica (Pall.) Maxim., 1889 — Реомюрия джунгарская, или Гололахна джунгарская
- Reaumuria stocksii Boiss., 1863
- Reaumuria trigyna Maxim., 1882
- Reaumuria vermiculata L., 1759